# پائولا مورلنبائوم
رجینا پائولا مارتینز مورلنبائوم (تلفظ پرتغالی:[ˈpawlɐ moɾelẽˈbɐ̃w]، متولد ۳۱ ژوئیه ۱۹۶۲) خواننده برزیلی متولد ریودوژانیرو است. او و همسرش ژاکیز مورلنبائوم در گروهی بودند که با آنتونیو کارلوس جوبیم از سال ۱۹۸۴ تا ۱۹۹۴ تور برگزار کردند.
دختر او، دورا مورلنبائوم، نیز یک موسیقی‌دان است. او یکی از اعضای بالا دسجو است.

## دیسکوگرافی منتخب
- Céu da Boca – Céu da Boca، 1981 LP (Polygram)
- نمایش habia، ژاپن با AC JOBIM، ۱۹۸۷
- Céu da Boca – بارتوتال، 1982 LP (پلی گرام)
- گروه جدید– خانواده آمازوناس جوبیم 1991 (MoviePlay/Som Livre)
- پائولا مورلنبائوم – پائولا مورلنباوم، ۱۹۹۲ (ایندیپندنت/دوربین)
- کوارتت جوبیم -مورلنبائوم – کوارتت جوبیم-مورلنباوم، ۱۹۹۹ (شمع / سونی موزیک)
- Céu da Boca – هزاره، ۲۰۰۰ (موسیقی جهانی)
- مورلنبائوم²/ساکاموتو– صفحه اصلی، ۲۰۰۱ (موسیقی کاب/یونیورسال)
- مورلنبائوم²/ساکاموتو– در توکیو زندگی کنید ۲۰۰۱, ۲۰۰۱ (وارنر موزیک ژاپن)
- مورلنبائوم²/ساکاموتو– یک روز در نیویورک, ۲۰۰۳ (کاب/موسیقی جهانی/سونی کلاسیک)
- پائولا مورلنبائوم – بریمباوم، ۲۰۰۴ (مراقب باش/فارول موزیک/موسیقی جهانی)
- پائولا مورلنبائوم – Telecoteco، ۲۰۰۸
- SWR Bigband & پائولا مورلنبائوم – بوسارنووا، ۲۰۰۹
- پائولا و دوناتو – آگوا، ۲۰۱۰